# Het Laatste Woord (televisieprogramma)
Het Laatste Woord is een Nederlands televisieprogramma van de NTR waarin Jeroen Pauw bekende Nederlanders interviewt. Het programma is kenmerkend doordat de interviews pas na het overlijden van de geïnterviewde gast worden uitgezonden, het is hierdoor vooraf niet bekend hoeveel afleveringen er in totaal zijn opgenomen en wie de gasten zijn. Het programma ontstond uit een idee van Pauw zelf.

## Lijst van afleveringen
| Nr. | Aflevering         | Uitgezonden     | Opgenomen |
| --- | ------------------ | --------------- | --------- |
| 1   | Liesbeth List      | 27 maart 2020   | 2016      |
| 2   | Willibrord Frequin | 27 mei 2022     | 2020      |
| 3   | Dries van Agt      | 9 februari 2024 | 2015      |
| 4   | Cor Boonstra       | 24 mei 2025     | 2018      |